# Álvaro Juan
Álvaro Juan de la Torre Sánchez (Talavera de la Reina, Toledo, 20 de octubre de 1999), más conocido como Álvaro Juan, es un futbolista español que juega de delantero en la Racing Club de Ferrol de la Primera Federación.

## Trayectoria
Natural de Talavera de la Reina, es un media punta formado en las categorías inferiores del Atlético de Madrid y en 2018, tras acabar su etapa de juvenil se incorporó al Rayo Vallecano B de la Tercera División de España.
Durante las temporadas 2018-19 y 2019-20 formó parte del filial del Rayo Vallecano. En su segunda temporada fue titular indiscutible a las órdenes de Ángel Dongil.
El 2 de septiembre de 2020, Álvaro Juan fichó por la AD Alcorcón de la Segunda División de España y fue asignado inicialmente la Agrupación Deportiva Alcorcón "B" de Tercera División.
El 26 de octubre de 2020, hace su debut en la Segunda División de España, en un encuentro que acabaría con derrota por cero goles a dos contra el RCD Mallorca, entrando en los minutos finales del encuentro sustituyendo a Alejandro Escardó Llamas.
El 8 de noviembre de 2020, sería titular en un encuentro de la Segunda División de España, en el que jugaría durante 77 minutos, frente al CF Fuenlabrada que acabaría por derrota por cero goles a tres.
En julio de 2022, firma por el C. F. Talavera de la Reina de la Primera Federación.
El 12 de junio de 2023 la A. D. Mérida anunció la llegada del jugador castellanomanchego que firmaría por dos temporadas.

## Clubes
| Club                                  | País   | Año       |
| ------------------------------------- | ------ | --------- |
| Rayo B                                | España | 2018-2020 |
| AD Alcorcón B                         | España | 2020      |
| AD Alcorcón                           | España | 2020-2021 |
| Cultural y Deportiva Leonesa (cesión) | España | 2021-2022 |
| C. F. Talavera de la Reina            | España | 2022-2023 |
| A. D. Mérida                          | España | 2023-2025 |
| Racing Club de Ferrol                 | España | 2025-     |